# Bossa ecològica

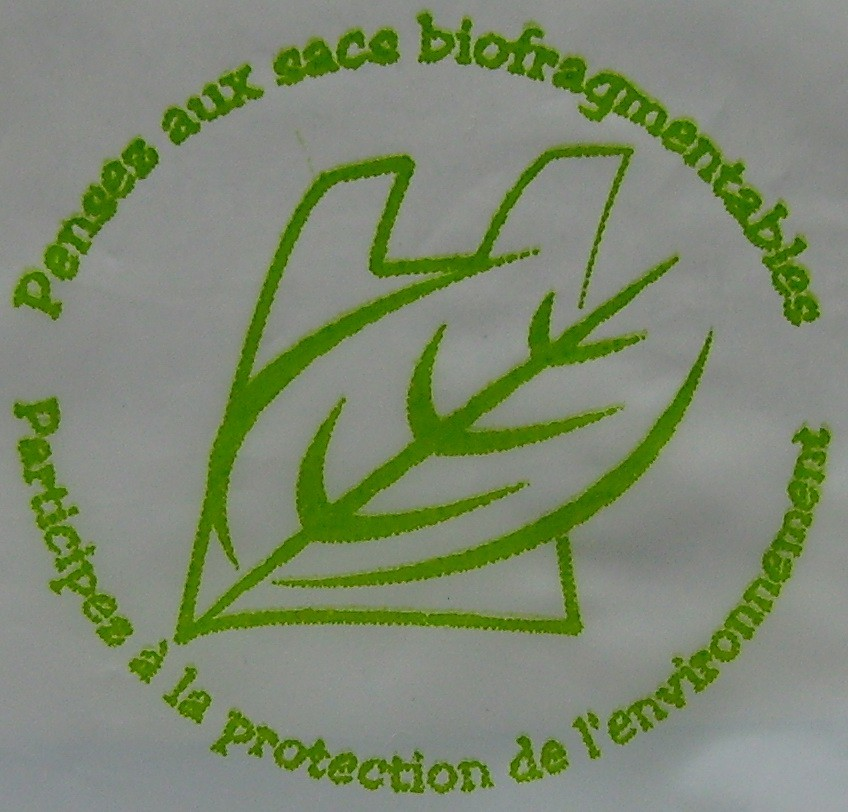
Una bossa de compres de plàstic biodegradable

El principal propòsit de les bosses ecològiques és reduir l'ús de bosses contaminants per al medi ambient o bosses de polietilè. Aquestes últimes representen la major part del 49% de residus plàstics d'un sol ús dels 150 milions de quilograms de plàstic del total d'escombraries marines.

## Tipus
Hi ha diferents tipus de bosses ecològiques. Poden ser de paper, de plàstic o de tela. Les de paper provenen de paper reciclat de revistes, Tetra Brick, cartró, etc. Les de plàstic provenen d'altres de plàstic, també reciclat. Se sumen les bosses ecològiques de tela, provinents de la reutilització del plàstic PET, Tereftalat de polietilè. És important que es reutilitzin les bosses que es troben a les llars, així s'està ajudant al medi ambient.

## Biodegradabilitat
Les bosses de polietilè triguen entre 10 i 20 anys a degradar-se completament als oceans i entre 500 i 1000 anys en abocadors. Segons el Programa de les Nacions Unides per al Medi Ambient (PNUMA) s'utilitzen cinc bilions de bosses de plàstic a l'any, arribant un 17% a mars i oceans, danyant la seva flora i fauna. Cent mil organismes marins moren cada any per ingerir plàstics en comptes de la seva dieta habitual. Això també afecta l'alimentació humana perquè s'ha demostrat l'existència de microplàstics en sal de taula.
Com disminuir la quantitat d‟aquestes deixalles és un tema d‟estudi per a molts investigadors. Per exemple, va ser descobert pel CSIC i la Universitat de Màlaga l'ús de les pells de tomàquet per a la producció de polímers amb característiques semblants al plàstic amb què es podria crear bosses biodegradables.
La idea de la biodegradabilitat es va difondre arreu del món i es va adoptar a nivell global, encara que no de manera determinant. Podem trobar gran quantitat de bosses ecològiques compostables al mercat, tant a les botigues independents com a Internet. A poc a poc, aquest tipus de bosses són utilitzades per més persones arreu del món que són conscients de la problemàtica i pretenen ajudar a minimitzar el mal causat per les bosses de plàstic. En molts països del món la venda i distribució de bosses de polietilè ha estat prohibida per llei. Per exemple, a Espanya el Ministeri d'Agricultura, Alimentació i Medi Ambient (MAGRAMA) ho va prohibir a través de diferents plans i projectes. D'aquesta manera, Espanya és un dels països que pertanyen a la Unió Europea que està més avançat en la reducció del consum de deixalles de plàstic.